# Guinea (region)
 For alternative betydninger, se Guinea (flertydig). (Se også artikler, som begynder med Guinea)
Guinea er et navn på en region i Afrika som ligger langs Guineabugten og nordover mod Sahel.
Guinea var det første området syd for Sahara som begyndte at handle med europæerne. Stor handel indenfor elfenben, guld og slaver førte til opbygning af flere rige kongedømmer i regionen i 1700- og 1800-tallet. Store dele af Guinea blev ikke koloniseret af europæiske kolonimagter før slutningen af 1800-tallet.
Guinea er ofte inddelt i Nedre Guinea og Øvre Guinea. Nedre Guinea er et af de tættest befolkede områder i Afrika og omfatter sydlige Nigeria, Benin, Togo og Ghana. Øvre Guinea er ikke så tæt befolket og strækker sig fra Elfenbenskysten til Guinea-Bissau. Republikken Guinea bruger samme betegnelse for henholdsvis sin kyststribe og indland.
Europæiske handelsmænd inddelte Guinearegionen efter hovedeksportartikel. Nigeria og den østlige del af Benin fik navnet Slavekysten. Det som i dag er Ghana blev omtalt som Guldkysten, et navn som senere blev tildelt en britisk koloni i området. Vest for dagens Ghana var Elfenbenskysten, som er navnet på en selvstændig nation i samme område. Længst vest lå Peberkysten, et området hvor dagens Liberia og Sierra Leone er.

## Lande beliggende i Guinea
- Benin
- Ækvatorialguinea
- Elfenbenskysten
- Ghana
- Guinea
- Guinea-Bissau
- Vestlige Cameroun
- Liberia
- Sydlige Nigeria
- Sierra Leone
- Togo

6°35′49″N 1°14′35″Ø / 6.596835°N 1.243047°Ø